# Andrés Dulude
Andrés Eduardo Dulude León es un músico y cantante peruano. Vocalista de la banda de Rock progresivo Frágil.

## Biografía
Andrés Dulude, nacido un 19 de junio de 1952 en el distrito de La Victoria.
Integra el grupo Sebastián (San Eugenio) en el año 1971, inmerso en el mundo de rock de la época sumerge su interés en la música acústica.
Se muda al distrito de Barranco en el año 1973 y es allí donde empieza su carrera como autor y compositor, pero a nivel solista, un trovador.
Viaja a la ciudad de Los Ángeles en el año 1975 , al volver a Perú en 1976 , forma la banda de Rock progresivo Frágil. En 1983 luego de una gira de la banda por la Argentina, deja la banda y al año siguiente viaja a México para integrarse a la orquesta de Rulli Rendo; sin embargo regresa a Frágil y en 1989 para sacar un nuevo disco. Desde ese tiempo a esta parte ha sido reemplazado en ocasiones por periodos cortos y largos por diferentes cantantes, entre ellos Jorge Pardo, Santino de la Torre, Alex Rojas, etc, pero no deja de ser la voz representativa del grupo.
En 2006 hace un concierto donde repasa todas sus influencias musicales.